# Абэ, Тосико
Тосико Абэ (яп. 阿部 俊子; род. 19 мая 1959, Исиномаки, Мияги, Япония) — японский политический и государственный деятель, министр образования, культуры, спорта, науки и технологий (с 2024).

## Биография
Родилась 19 мая 1959 года в Исиномаки, префектура Мияги, Япония.
После окончания Женского университета Мияги Гакуин она поступила в школу медсестёр при Мемориальном госпитале Мицуи, а затем получила докторскую степень в области медицины в Иллинойсском университете в Чикаго.
Свою активную политическую карьеру начала во время парламентских выборов 2005 года, выдвигаясь на пост депутата Палаты представителей Японии от «Либерально-демократической партии» и одержав победу по итогам голосования.
1 октября 2024 года она получила пост министра образования, культуры, спорта, науки и технологий в первом кабинете Сигэру Исибы, а позднее сохранила свой пост во втором правительстве премьера.